# Izvoarele (Tulcea)
Pour les articles homonymes, voir Izvoarele.
Izvoarele est une commune roumaine située dans le județ de Tulcea.